# Fjällig fruktätare
Fjällig fruktätare (Ampelioides tschudii) är en fågel i familjen kotingor inom ordningen tättingar.

## Utseende och läte
Fjällig fruktätare är en knubbig och kortstjärtad fågel med platt huvud och en fjäderdräkt mönstrad i mossgrönt och svart. På både ovansidan och undersidan syns ett fjälligt mönster, med ett brett grönt vingband och svart hjässa. Honan har mindre svart i fjäderdräkten än hanen, men har ändå ett fjälligt utseende. Lätet består av en ljudlig fallande vissling.

## Utbredning och systematik
Fågeln placeras som enda art i släktet Ampelioides och förekommer  i Anderna från Colombia och västra Venezuela till västra Bolivia (La Paz). Den behandlas som monotypisk, det vill säga att den inte delas in i några underarter.

## Levnadssätt
Fjällig fruktätare hittas i molnskog, i de mellersta eller övre skikten. Den för en tillbakadragen tillvaro och ses mest kring fruktbärande träd. Ibland slår den följe med kringvandrande artblandade flockar.

## Status och hot
Arten har ett stort utbredningsområde, men tros minska i antal, dock inte tillräckligt kraftigt för att den ska betraktas som hotad. Internationella naturvårdsunionen IUCN listar arten som livskraftig (LC).